# Берег Принцеси Марти
Берег Принцеси Марти (англ. Princess Martha Coast) — західна частина узбережжя Землі Королеви Мод в Східній Антарктиді, що лежить між краєм льодовика Станкомб-Віллс 20° західної і 5° східної довготи. Являє собою переважно зону шельфових льодовиків шириною до 200 км, що примикає на півдні до материкового льодовикового покрову.
Назва Берег Принцеси Марти було дано на честь норвезької принцеси Марти в 1930 році в ході норвезької експедиції під керівництвом Яльмара Рісер-Ларсена.
В 1950–1951 роках на узбережжі діяла полярна станція британсько-норвезько-шведської експедиції Модхейм, в 1957—1961 роках — норвезька станція Норвегія. У східній частині значні дослідження були виконані радянською антарктичною експедицією.